# 遠藤淳 (ディスクジョッキー)
遠藤 淳（えんどう じゅん、1979年8月14日 - ）は、日本のディスクジョッキー。兵庫県西宮市出身。愛称は「ENDo（えんどぅー）」。

## 人物
近畿地方を中心に、ラジオ番組ではFM大阪を中心に活動している。
一時期キャラに所属していた。
趣味はゲーム機・漫画集め、限定物買い、キャンプ、添い寝、徹夜。もしもDJになっていなかったらプロレス団体（プロレスラーではない）に就職していたという。

## 出演
ラジオ
- Saturday Junction FM大阪担当（α-STATION・FM大阪・Kiss FM KOBE共同制作、土曜11:00 - 12:55、2021年4月 - ）京都・大阪・神戸が週替わりで担当

このほか、イベントに多数出演している。

### 過去

#### ラジオ
FM大阪
- COUNTDOWN RADIO 851
- LOVE FLAP（2007年5月24日　RIOの代打、2008年3月24日　谷口の代打）
- PEACE!（2009年8月4日　KOJIの代打）
- FM OSAKA Live Special!(2009年12月31日 17:00 - 22:00)
- Happy New Year Request(2010年1月1日 1:00 - 6:00、6:00 - 8:00のPEACE!FRIDAYにも引き続き出演)
- SHOO POWER REQUEST(2010年5月14日　山本の代打)
- PEACE! FRIDAY（金 6:00 - 8:00）
- MUSIC COASTER ∞（水・木 16:00 - 19:55）
- 遠藤淳のJust Like The Music（土 21:00 - 21:55）
- あつまれ!MUSIC COASTER（月 - 木 18:00 - 20:00）
- Music Bit（月 - 木 16:00-17:46）
- ラジラジ!（FM大阪 火 - 木(月 - 水深夜)1:00-2:00、2023年4月4日(3日深夜) - 2024年12月31日(30日深夜)）

その他
- Be Smart!（FMキタ/月・水 10:00-13:00）

#### テレビ
- 生リク510（MJTV/金 17:00 - 22:00）
- なんちゃってホストクラブ（MJTV/第3金 19:00 - 19:55）
- MUSIC SATELLITE（MJTV/放送時間不明）
- 8時です!生放送!!火曜日（J:COM/火 20:00 - 21:00）
  - J:COMとFM OSAKA、関西ウォーカーのコラボレーション番組。同じFM OSAKA DJの森裕子とともに共演していた。